# NGC 1270
NGC 1270 eine elliptische Galaxie vom Hubble-Typ E2 im Sternbild Perseus am Nordsternhimmel. Sie ist schätzungsweise 226 Millionen Lichtjahre von der Milchstraße entfernt, hat einen Durchmesser von etwa 60.000 Lj und ist Mitglied des Perseus-Haufens Abell 426.
Im selben Himmelsareal befinden sich u. a. die Galaxien NGC 1267, NGC 1268, NGC 1271, NGC 1272.
Das Objekt wurde am 14. Februar 1863 vom deutsch-dänischen Astronomen Heinrich d’Arrest entdeckt.

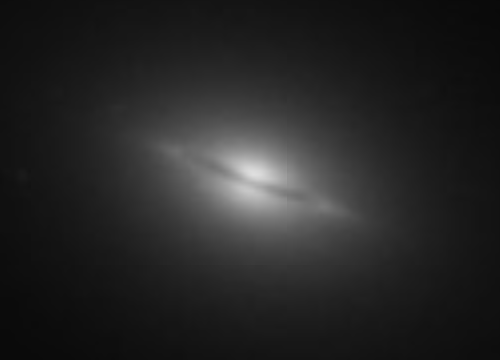
Hochaufgelöste Aufnahme des Zentrums von NGC 1270, erstellt mithilfe des Hubble-Weltraumteleskops